# Serengeti non morirà
Serengeti non morirà (Serengeti darf nicht sterben) è un documentario del 1959 diretto da Bernhard Grzimek  vincitore del premio Oscar al miglior documentario.

## Riconoscimenti
- Oscar al miglior documentario